# 南部の火祭り
南部の火祭り（なんぶのひまつり）は、山梨県南巨摩郡南部町を舞台に、お盆に開催されるお祭り。

## 主な催し
投げ松明
高さ十数mの竿の上に設けられた蜂の巣（藁で敷き詰めたもの）にめがけて松明を振り回して投げ入れる。燃え尽きた後は竿を振って蜂の巣を落とす。内容は富士市で行われているかりがね祭りとほぼ同様である。第二次世界大戦前は8月14日から16日までの3晩行なわれ、松明はスギの木を割ったものを竹のタガで縛った物が使用されていた。南部の火祭りになってからは使い古された布を針金でくくり、廃油や灯油を染み込ませたものを使用している。
大松明
町内の各寺院から古くなった卒塔婆を集め、積み重ねて大松明に仕上げたもの。作業は町職員が行い、使用する卒塔婆の数は約3万本で、高さは6メートルを超える。午後7時頃に僧侶による読経が流れながら、町内の中学生が点火する。
百八たい
人間の百八の煩悩を炎で除去、あるいは死者の慰霊や稲の害虫であるウンカを虫送りする意味があると言われる。富士川の両岸約2kmに百八基の円錐形のたき木の山を作る。夜8時にサイレンが鳴り、同時に点火する。
花火
百八たいが点火された後、二尺球を中心に3,000発の花火が打ち上げられる。
その他
睦合側のメイン会場ではカラオケ大会などが行われており、屋台もそこに集中していた。しかし南部町の財政難により近年では規模が縮小されている。

## 交通アクセス
鉄道
- 栄側会場へは身延線内船駅より徒歩2分。神明の花火大会と同様に臨時列車の運行が行われている。富士川堤防を登ると投げ松明や百八たい、花火を見ることはできる。屋台は焼きそばやたこ焼き、ジャンボフランクなどの定番ものが数軒出るが、飲食物などは途中のコンビニエンスストア（デイリーヤマザキが1軒有る）や商店でも調達できる。
- 睦合側のメイン会場へは内船駅より徒歩10分。南部橋を渡って北側にある。2011年に新橋が開通し、歩道が広がったものの混雑時は交通規制がかかる場合もある。
- 富士駅 - 内船駅・身延駅間は、上り下りとも臨時列車の運行や、定期列車の増結などがある。なお、臨時列車は市販の時刻表には掲載されず、神明の花火大会の告知とほぼ同じ時期にJR東海の公式ホームページや折り込みチラシなどで知らせる形をとっている。

車
- 国道52号や山梨県道富士川身延線に案内板が設置されている。睦合側のメイン会場付近は交通規制がかかっているため付近の駐車場に止める必要がある。駐車場は内船駅前や富士川河川敷などにある。内船駅前駐車場は普段は無料であるが、火祭り当日のみ有料となる。